# Parilia
I Palilia o Parilia erano un'antichissima festa pastorale della religione romana, che si celebrava il 21 aprile in onore del numen Pale, a volte descritto come semplice genio, a volte come divinità femminile.

## Festività
Celebrata per purificare le greggi ed i pastori, la festa dei Palilia, insieme alla precedente dei Fordicidia (15 aprile) e la successiva dei Robigalia (25 aprile), faceva parte del trittico di cerimonie religiose agricole nate ancor prima della fondazione della città di Roma, avvenuta nel 753 a.C., anche se per un'altra narrazione questa festività fu stabilita proprio per festeggiare la nascita della città.
In età più recente, a partire dal 121 si iniziò a festeggiare nella stessa data anche il giorno della fondazione di Roma, ovvero la festività di Romaia. L'intera descrizione del cerimoniale la troviamo in Ovidio.
La festa aveva due forme rituali leggermente dissimili, una urbana (che si svolgeva a Roma) ed una rurale. Ovidio ci dà una descrizione di entrambe in sequenza, cominciando dal rituale della festa in Roma (Fas. IV, 721-781). Nel rito urbano si eseguiva una lustrazione sull'ara di Vesta colla partecipazione della vestale più anziana che vi bruciava profumi e poi vi mescolava cenere di vitello (sacrificato nelle precedenti Fordicidia), sangue di cavallo (il cavallo di destra della biga vincitrice della festa dell'equus October dell'anno precedente) e steli di fave.
Nella versione rurale descritta di seguito il pastore spruzzava d'acqua il gregge, scopava l'ovile e lo ornava di fronde. Bruciava poi fronde d'olivo, zolfo, erbe sabine e fronde di lauro stillante d'acqua con fiaccole. Offriva poi latte, miglio e pizze di miglio a Pale. Doveva quindi recitare quattro volte una preghiera (vv. 746-776) in cui si domandava venia a Pale per l'infrazione di interdetti operata dal pastore stesso o dal suo gregge e se ne chiedeva l'intervento per placare le divinità (numi di boschi e fonti) offese per avere:
(Ovidio, Fasti, IV, 746-776.)
La preghiera doveva esser recitata rivolti ad oriente. Poi il pastore doveva lavarsi le mani, bere latte e sapa (bevanda preparata dalla bollitura del vino) ed infine saltare tre volte tra le stoppie incendiate.
Ovidio stesso continua esponendoci le molte interpretazioni che gli antichi Romani davano del rituale. Per esempio il valore dato ad acqua e fuoco, come i due elementi opposti indispensabili alla vita ed anche efficaci di per sé per la purificazione. I vuoti steli delle fave bruciati significherebbero l'annullamento delle colpe ottenuto tramite il rito. Il valore religioso della festa è quindi quello di una lustratio.
Properzio scrive anche lui delle Parilia. Il fatto che egli accenni alla relativa novità dell'uso di bruciare sangue equino ha portato lo storico Georges Dumézil a ritenere che codesto sangue non possa essere quello dell'equus October dell'anno precedente, contro l'opinione della maggior parte degli studiosi.